# Karadiga, Tirthahalli
Karadiga là một làng thuộc tehsil Tirthahalli, huyện Shimoga, bang Karnataka, Ấn Độ.